# Wormbridge
Wormbridge – wieś w Anglii, w hrabstwie Herefordshire. Leży 12 km na południowy zachód od miasta Hereford i 194 km na zachód od Londynu.